# Monnaie de Cosa

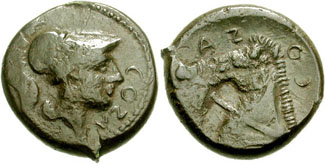
Æ Quartuncia, 4,83 g. Minerve avec casque corinthien/protomé de cheval avec harnais (-273/-250).

La monnaie de Cosa est constituée d'un ensemble de deux types de monnaies avec le marquage COZANO ou COSANO.

## Description
La monnaie a été émise à Cosa (ou Cossa) Vulcentium, une colonie romaine qui se trouvait entre les centres de Portus Herculis et Graviscae.
Pline l'Ancien indique que Cosa dépend de Vulci et est  colonisée par Rome « Cossa Vulcentium a populo romano deducta ».
La colonie date de 273 av. J.-C. comme écrit sur les épitomés de Tite-Live et de Velleius Paterculus.

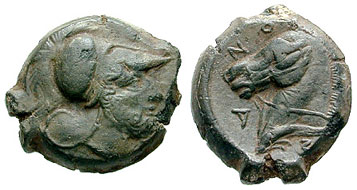
Æ Quartuncia, Mars/tête de cheval avec harnais et dauphin nageur. 5,08 g. -273/-250.

## Les monnaies

### Les découvertes
Les monnaies avec l'écriture COZANO ou COSANO ont été trouvées en majeure partie en Étrurie. C'est la raison essentielle qui a justifié leur attribution à Cosa au lieu d'autres centres de l'Italie méridionale.
Les pièces les plus remarquables ont été trouvées parmi celles d'autres centres, Rome, Neapolis, Cales, Suessa, Teanum, des colonies ou alliées de Rome ayant frappé monnaie entre -270 et 210 av. J.-C..
Les monnaies sont donc frappées par une colonie romaine dans le cadre de l'autonomie qu'elles avaient acquise au IIIe siècle av. J.-C..
Du point de vue stylistique, les monnaies sont semblables aux bronzes romains (types avec Minerve/protomé équidé).

### Les séries

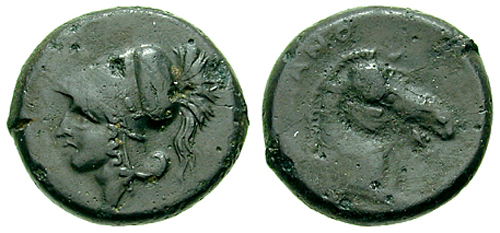
Æ Quartuncia,-273/-250.

Elles sont de deux types : Mars et Minerve.
- Les monnaies du type Mars présentent sur le droit la tête de la divinité barbue et casquée et sur le revers une tête de cheval avec harnais positionné sur un dauphin nageur.

Il existe deux variantes : le cheval tourné à gauche sur l'une et le cheval tourné à droite sur l'autre.
- Les monnaies du type Minerve présentent sur le droit une tête féminine avec casque corinthien et la légende COZA. Cette tête est attribuée soit à la déesse Minerve ou selon la légende comme la représentation de Cosa. Un protomé de cheval avec  harnais est représenté au revers. La légende est COSANO  ou COZANO.

## Poids
Les monnaies ont des poids moyens égaux à ceux des monnaies romaines contemporaines.

#### Textes
- N. K. Rutter, Historia Nummorum, Italy, 2001, British Museum Press, Londres  (ISBN 071411801-X)
- Arthur Sambon, Les Monnaies antiques d'Italie, Paris, 1903  (ISBN 9788827101070)
- R. David, Greek coins and their values, vol. 1, Londres, 1980  (ISBN 0-900652-46-2) (OCLC 5342452)
- Thurlow-Vecchi (1979), Italian Cast Coinage, Italian Aes Grave de Bradbury K. Thurlow et Italian Aes Rude, Signatum and the Aes Grave of Sicily de Italo G. Vecchi, imprimés ensemble par  V.C. Vecchi & Sons  (ISBN 0-9506836-0-4)

#### Collections
- Sylloge Nummorum Graecorum :
  - American Numismatic Society The Collection of the American Numismatic Society, New York
  - Danish National Museum: The Royal Collection of Coins and Medals, Copenhagen
  - British collections

## Sources
- (it) Cet article est partiellement ou en totalité issu de l’article de Wikipédia en italien intitulé « Monetazione di Cosa » (voir la liste des auteurs).